# Tanjung Palas
Tanjung Palas is een bestuurslaag in het regentschap Dumai van de provincie Riau, Indonesië. Tanjung Palas telt 6590 inwoners (volkstelling 2010).